# 万年青
万年青（学名：Rohdea japonica）是万年青属下的一種，是多年生常绿草本植物，又名蒀、千年蒀、开喉剑、九节莲、冬不凋、冬不凋草、铁扁担、乌木毒、白沙草、斩蛇剑等，原产於中国南方和日本，是很受欢迎的优良观赏植物，在中国有悠久的栽培历史。
万年青叶翠绿，四季常青，冬季时绿色的叶子配上红色的果实，高雅秀丽，有永葆青春、健康长寿、友谊长存、富贵吉祥的美好寓意，这一点从1688年陈淏子的园艺学著作《花镜》中可以得知：“以其盛衰占休咎，造屋移居，行聘治塘，小儿初生，一切喜事无不用之。”春节时，人们喜爱将万年青摆在室内来庆祝节日。
属名Rohdea是以德国不来梅的植物学家迈克尔·罗德（Michael Rohde）的姓氏命名。
有一种食品名叫“万年青菜干”，是由於其翠绿的色泽与万年青相似，但实际上这种食品的制作原料是油菜，而不是植物万年青。

## 形态
万年青株高0.3－0.6米，地下茎粗壮肥大，1.5－2.5厘米，直立生长，根多数为纤维根，叶为长圆披针形、倒披针形或披针形，基生，质厚有光泽，全缘，边缘波状，长15－50厘米，宽2.5－7厘米，两端窄，叶尖渐锐，叶背中肋凸起。花茎肥大，长2.5－10厘米，穗状花序顶生，高3－4厘米，直径1.2－1.7厘米，花被球钟形，淡黄色，长4－5毫米，直径约6毫米，花紧密簇生，每朵花白绿或白黄色，为两性花，苞片卵圆形，长2.5－6毫米，宽2－4毫米，裂片小且厚，6枚。球形浆果红色，直径约8毫米，簇生。花药卵圆形，1.3－1.5毫米。花期5－6月，盛果期9－20月。染色体数2n＝14，36，38或约72。

### 栖息地
生长於海拔700－1700米的森林和草坡的潮湿地带。自然分布於中国广西、贵州、湖北、湖南、江苏、江西、山东、四川、浙江以及日本本州、九州、四国。

## 药用
万年青含有万年青甙（Rhodexin A、B、C、D），有强心利尿作用，但是有毒性，过量服用会危及生命，因此需慎用。
万年青也可作为清热药的中药材使用，在《本草新编》记载将万年青的根茎和叶作为药用，可有强心利尿、清热解毒、凉血止血的功效，药性为苦、甘、寒，有小毒。可用於防治白喉、白喉引起的心肌炎、咽喉肿痛、以及小便不利等疾病。不过万年青有一定的毒性，会产生洋地黄苷样作用，所以在使用时要注意用量。

## 栽培
万年青喜暖喜湿，耐涝喜半阴，不耐旱，喜半阴，不耐暴晒，耐寒性一般，喜稍肥沃的弱酸性土壤，不过中性和弱碱性土壤也可生长，因此稍施肥即可。
万年青可用分株或播种的方式繁殖，分株繁殖在春秋两季进行最佳，若播种则在3－4月将无果肉的种子种入土里，保持所处土壤湿润，适宜温度20－30℃，约30日後可发芽。万年青易于栽培，有较强的适应性，少量施肥，注意荫蔽，注意通风，冬季注意其所处环境的温度高於0℃，即可生长良好。

### 栽培品种

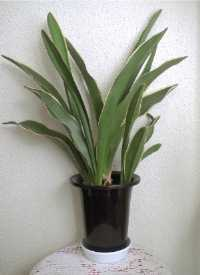
万年青栽培品种「都城」

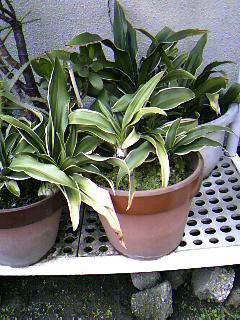
叶片有斑纹的万年青

日本人也很喜爱栽培万年青，在日本亦有栽培万年青的爱好者协会日本万年青协会（日本おもと協会）。万年青的栽培品种众多，在日本，仅是已在日本万年青协会注册的栽培品种就有1000多种。下列是部分栽培品种，大多数为日本培育：
- 金边万年青 Rohdea japonica var. marginata：叶碧绿色，有白色边线。
- 银边万年青 Rohdea japonica var. variegata：叶白绿色，有深绿色宽边线。
- 大叶万年青 Rohdea japonica var. latifolia：别名，叶柄粗，叶可长达50厘米。
  - 都城：植株较高大，叶片厚且挺立，深蓝绿色，有白色边线。
  - 曙：叶柄很粗，叶上有虎斑花纹，斑纹周围与绿色平滑过渡，这种外观被称为。
  - ：叶边缘为一圈白及黄色边线，中部有黄色带纹。
  - 大観：有边线，绿叶上有白色图案。
- 细叶万年青：叶小，但厚度较大。
  - 根岸松（根岸の松）：叶稍弯曲，上有白和绿色细丝条纹相间交错，边线深绿色。
  - 富士雪（冨士の雪）：叶较挺立，正面有大量较整齐白色斑块，或大部分为白色兼有绿色斑块。
  - 富士图（富士の図）：叶较挺立，白色，上有较杂乱绿色斑点和条纹，犹如地图。
  - 日月星：叶挺立，边线白色，白和绿色带贯穿整叶，整齐排列。有斑点的品种称为“地球宝”。
- 獅子万年青：叶片光滑且很长，整叶向内卷曲。这种万年青的特征是根系卷曲很多。
  - 玉獅子：边线白色，叶向内卷曲，叶面平缓波浪状，如石狮子的毛发。有斑纹的品种称为。
  - 鶴之舞（鶴の舞）：叶面有贯穿整叶的黄和白色带纹，有带状和线状中肋凸起，叶较宽，尖端锐。
- 縞甲万年青：葉大且長，中間有很多細條紋。
  - 雪溪錦（雪渓錦）：叶较柔软，白色，边线绿色，背面有线状中肋凸起。
- 罗纱万年青：葉小且厚，葉面有羊毛質感。
  - 富国殿：叶短，尖端锐，有白色宽边线，背面有线状中肋凸起。
  - 豐授樂（豊授楽）：叶较短，挺立，背面有线状中肋凸起，有时叶为细剑形。